# Sportdigital

Ehemaliges Logo (2008–2019)

Sportdigital (im Außenauftritt: Sportdigital Fußball) ist ein auf die Berichterstattung populärer Ballsportarten spezialisiertes deutsches Fernseh-Spartenprogramm.
Sportdigital sendet ganztägig und ohne Unterbrechung über verschiedene Kabel- und Satellitenpakete. Den Programmschwerpunkt bildet Fußball. Nach dem Motto „Football around the world“ wird Fußball aus mehreren Ländern live und auch zeitversetzt übertragen.

## Geschichte
Unter dem Dach des Rechteverwerters Sportfive GmbH & Co. KG wurden zunächst vorrangig Begegnungen der deutschen Volleyball-Liga, der deutschen Handball-Liga und der deutschen Basketball-Liga ausgestrahlt. Zu den genannten Sportarten produzierte der Sender eigene Magazinformate. Nach Anfängen im Internetfernsehen ist Sportdigital seit dem Frühjahr 2008 in den kostenpflichtigen Bouquets einiger Anbieter von Digital-TV via Kabel oder Satellit enthalten.
Im Juni 2009 wurde bekannt, dass Sportdigital ab der Saison 2009/10 nicht mehr über die Ausstrahlungsrechte der Handball-Bundesliga verfügt.
Anfang 2010 zog sich der Geldgeber Sportfive aus dem Pay-TV-Geschäft von Sportdigital zurück. Seit August 2010 setzt der Sender das Interesse hauptsächlich auf internationalen Fußball. Man sicherte sich zunächst die Eredivisie (Niederlande), die Premjer-Liga (Russland) und die Football League Championship (England/2. Liga). Später kamen die Major League Soccer (USA/Kanada) und zuletzt auch überraschend die Serie A (Italien) hinzu. Die Rechte der Premjer-Liga und der Major League Soccer wurden im März 2011 durch Sportdigital verlängert. Das Paket der niederländischen Eredivisie wurde zudem um den KNVB-Pokal erweitert.
Ende Dezember 2010 kündigte Sportdigital eine Kooperation mit Sky an, wonach Sky ein Livespiel der Serie A pro Spieltag zeigen sollte. Dazu kam es jedoch aufgrund von Problemen mit dem italienischen Rechtegeber nicht.
Im November 2010 sicherte sich der Sender die Kontinentale Hockey-Liga (KHL) als weiteren Rechte-Neuerwerb. Als neueste Sportart ist seit Januar 2011 Kickboxen bei Sportdigital zu sehen. Der Sender steht in Verhandlungen, weitere Sportrechte einzukaufen. Die Zusammenarbeit mit Internetportalen erleichtert zudem die Rechtekäufe.
Sportdigital ist bedacht, seinen Abonnenten „exklusiven Content“ zu zeigen. Die KHL und andere Sportarten, die kostenlos im Internet zu sehen sind, wurden deshalb aus dem Programm herausgenommen. Seit der Fußballsaison 2011/12 strahlt Sportdigital einmal pro Woche eine 30-minütige Spieltagszusammenfassung der italienischen Serie A, der russischen Premjer-Liga und der holländischen Eredivisie aus. Im Oktober 2011 verkündete man zudem, dass man mit dem neuen virtuellen HD-fähigen Studio, aus dem die Sportdigital-Kommentatoren vor und nach den Live-Spielen berichten, eine Programmoffensive starten möchte. Außerdem wurde das On-Air-Design modifiziert. So erscheinen Trailer, Grafiken, Vorschaumatten und Signatures nun im neuen Look.
Ende Januar 2012 gab der Sender bekannt, dass ab sofort die Copa Libertadores live übertragen werde. Nebenbei soll noch ein wöchentliches Vorschau-Magazin den Zuschauer auf den kommenden Spieltag vorbereiten. Seit Februar 2012 zeigt Sportdigital zudem Spiele aus der polnischen Fußballliga, der Ekstraklasa. Sportdigital HD soll nach einem Bericht in der TV Movie vom 5. Juli 2013 ab August 2013 über Sky und weitere Plattformen verfügbar sein. Seit dem 1. Dezember 2015 ist Sportdigital in HD bei Sky Deutschland und Austriasat über Astra 19,2° Ost zu empfangen, die SD Version wurde eingestellt. Seit dem 23. Mai 2017 ist Sportdigital in HD über Amazon Video für Prime-Kunden zubuchbar.
Ab der Saison 2014/15 wurde von Sportdigital die belgische Jupiler Pro League übertragen.
Am 19. August 2019 wurde Sportdigital in Sportdigital Fußball umbenannt und erhielt zudem ein neues Logo. 2023 folgten die Sender Sportdigital Fußball 2 sowie der FAST-Channel Scooore.
2025 übernahm Sportdigital beide Pay-TV-Sender der Sport1 Medien (Sport1+ und eSports1).

## Empfang
Sportdigital ist derzeit über folgende Pay-TV-Plattformen verfügbar:
Digitales Satellitenfernsehen:
- Sky Deutschland
- HD Austria
- HD+

Digitales Kabelfernsehen:
- Vodafone & Digital TV Allstars oder Sports mit HD
- Pÿur (in HD)[12]
- KabelKiosk
- Sunrise

IPTV
- MagentaTV
- A1 TV

TV-Streaming:
- Zattoo
- Prime Video
- DAZN
- Waipu.tv

## Kommentatoren bei Sportdigital
| Kommentator      | Einsatzgebiete            |
| ---------------- | ------------------------- |
| Karsten Linke    | Fußball                   |
| Hannes Herrmann  | Fußball, Transfermarkt TV |
| Marvin Kirsch    | Fußball, Transfermarkt TV |
| Christian Blunck | Fußball                   |
| Jakob Vogel      | Fußball                   |
| Ulf Kahmke       | Fußball                   |
| Arne Malsch      | Fußball                   |
| Collin Nagel     | Sportdigital Stars        |
| Moritz Knorr     | Fußball                   |
| Florian Obst     | Fußball                   |
| Marcus Radefeld  | Fußball                   |
| Martin Hahn      | Fußball                   |
| Jörg Steiger     | Fußball                   |

## Sportarten aktuell im Programm

### Fußball
| Wettbewerb                 | Land/Region              | Zeitraum                                | Bemerkung                                                         |
| -------------------------- | ------------------------ | --------------------------------------- | ----------------------------------------------------------------- |
| WM-/EM-Qualifikation       |                          | seit September 2008                     | regelmäßig Spiele live und zeitversetzt ohne deutsche Beteiligung |
| Testländerspiele           |                          | seit 2009                               | regelmäßig Spiele live und zeitversetzt ohne deutsche Beteiligung |
| Eredivisie                 | Niederlande              | seit September 2010                     | pro Spieltag bis zu 3 Live-Spiele                                 |
| Primeira Liga              | Portugal                 | seit August 2013                        | pro Spieltag ein bis zwei Live-Spiele                             |
| Scottish Premiership       | Schottland               | Juli 2014–2016 und seit 2024/25         |                                                                   |
| Carabao Cup                | England                  |                                         |                                                                   |
| int. Testspiele            |                          | seit 2011                               | während der Sommerpause mehrere Partien live                      |
| Copa Libertadores          | Südamerika               | seit Januar 2012                        | jede Woche 1 Live-Spiel, ab dem Halbfinale alle Spiele live       |
| Copa del Rey               | Spanien                  | seit Januar 2023                        | live                                                              |
| Liga Profesional de Fútbol | Argentinien              | seit August 2013                        | jede Woche 1 Live-Spiel                                           |
| Campeonato Brasileiro      | Brasilien                |                                         | jedes Wochenende ein Live-Spiel                                   |
| Asian Cup                  |                          |                                         |                                                                   |
| J1 League                  | Japan                    | 2014–2016 und seit 2017                 |                                                                   |
| K League                   | Südkorea                 |                                         |                                                                   |
| A-League                   | Australien               | seit Oktober 2014                       |                                                                   |
| Major League Soccer        | USA/Kanada               | November 2010–Herbst 2013 und seit 2025 | pro Spieltag ein Live-Spiel ab den Play-Offs alle Spiele Live     |
| Chance Liga                | Tschechien               | seit 2017                               | regelmäßig Spiele live                                            |
| KNVB-Beker                 | Niederlande              | Saison 2011/12–2014 und seit 2022/23    |                                                                   |
| Ekstraklasa                | Polen                    |                                         | jede Woche 1 Live-Spiel                                           |
| Türkischer Fußballpokal    | Türkei                   | Saison 2010/11–2012 und seit 2024       |                                                                   |
| US Open Cup                |                          | seit 2023                               |                                                                   |
| Afrika-Cup                 |                          |                                         |                                                                   |
| Saudi Professional League  |                          | seit 2023                               | regelmäßig Spiele live                                            |
| CONCACAF Champions League  | Nord- und Zentralamerika | seit 2017                               |                                                                   |

Magazine
| Name der Sendung                           | Bemerkung                 | Sendezeit   |
| ------------------------------------------ | ------------------------- | ----------- |
| scooore! Das internationale Fußballmagazin | Spielberichte             | 40 Minuten  |
| Life is a Pitch                            | wöchentliche Fußball-Show | 30 Minuten  |
| Football Stars                             | Backstage-Einblicke       | 30 Minuten  |
| Fußball Kickers                            | Anime-Serie               | 24 Minuten  |
| Transfermarkt TV                           |                           | 20 Minuten  |
| sportdigital STARS                         |                           | -           |
| LFC TV                                     | Spiel und Magazin         | 180 Minuten |
| City TV                                    | Spiel und Magazin         | 180 Minuten |

## Ehemalige Rechtekäufe von Sportdigital

### Badminton
| Wettbewerb                    | Zeitraum            | Bemerkung                          |
| ----------------------------- | ------------------- | ---------------------------------- |
| World Badminton Championships | 12.–14. August 2011 | ab dem Viertelfinale live (London) |

### Basketball
| Wettbewerb                                  | Zeitraum        | Bemerkung                                                                                              |
| ------------------------------------------- | --------------- | --- |
| Bundesliga                                  | 2007–2009       | meistens zwei bis drei Spiele pro Woche                                                                |
| BBL-Pokal                                   | 2007–2009       | |
| EuroLeague                                  | 2007–2010       | Spiele von Bamberg (07/08) / Berlin (08/09) / Oldenburg (09/10) sowie weitere internationale Spiele    |
| Testspiele der deutschen Nationalmannschaft | Sommer 2008     | |
| Supercup                                    | 4./5. Juli 2008 | Nationenturnier in Bamberg mit Deutschland, Griechenland, Slowenien und Puerto Rico (alle Spiele live) |
| EuroCup-ALLSTAR-Game                        | 2007            | |
| BBL-ALLSTAR-Game                            | 2008            | |
| BBL-Rookie-ALLSTAR-Game                     | 2007            | |
| Euroleague-Final-Four                       | 2007            | |

Magazine
| Name der Sendung | Zeitraum      | Folgenanzahl | Bemerkung                                                 |
| ---------------- | ------------- | ------------ | --------------------------------------------------------- |
| BBL.TV Unplugged | November 2008 | eine         | Hinter den Kulissen der Deutsche Bank Skyliners Frankfurt |

### Beachvolleyball
| Wettbewerb      | Zeitraum    | Bemerkung                                                              |
| --------------- | ----------- | ---------------------------------------------------------------------- |
| FIVB World Tour | ab Mai 2010 | u. a. Rom, Myslowice, Moskau, Prag, Klagenfurt, Marseille und Den Haag |

### Boxen
| Wettbewerb                                 | Zeitraum  | Bemerkung                    |
| ------------------------------------------ | --------- | ---------------------------- |
| IBF-Weltmeisterschaft (Supermittelgewicht) | Juli 2011 | Kampfabend aus Bukarest LIVE |

### Eishockey
| Wettbewerb | Region                                  | Zeitraum       | Bemerkung                             |
| ---------- | --------------------------------------- | -------------- | ------------------------------------- |
| KHL        | Russland, Kasachstan, Lettland, Belarus | Saison 2010/11 | 2 bis 5 Live-Spiele pro Woche der KHL |

### Fußball
| Wettbewerb                  | Land/Region       | Zeitraum                                         | Bemerkung |
| --------------------------- | ----------------- | ------------------------------------------------ | --- |
| UEFA-Pokal                  |                   | Februar 2008–Mai 2009                            | Spiele ohne deutsche Teams bis zum Achtelfinale                                                                              |
| Kypello Ellados             | Griechenland      | Februar 2008                                     | nur ein Spiel |
| Serie A                     | Italien           | Februar–Mai 2008, Dezember 2010–Mai 2013         | pro Spieltag ein Live-Spiel (2008), pro Spieltag zwei bis vier Live-Spiele                                                   |
| EFL Championship            | England (2. Liga) | September 2010–Mai 2012 und August 2013–Mai 2024 | Rechte an bis zu 3 Live-Spielen pro Spieltag                                                                                 |
| Ligue 1                     | Frankreich        | August 2012–Mai 2013                             | Rechte an 2 bis 3 Live-Spielen pro Spieltag plus ein Highlightmagazin pro Woche: Länge 30 Min.                               |
| Frauen-Bundesliga           | Deutschland       | 2010                                             | pro Spieltag eine Begegnung                                                                                                  |
| Major League Soccer         | USA/Kanada        | November 2010–Herbst 2013                        | pro Spieltag ein Live-Spiel ab den Play-Offs alle Spiele Live                                                                |
| Supercup                    | Russland          | 6. März 2011                                     | live |
| Campeonato Paulista         | Brasilien         | Mai 2011                                         | Finalspiele der Staatsmeisterschaften von Sao Paulo                                                                          |
| Campeonato Brasileiro       | Brasilien         | Mai 2011–Mai 2013                                | jedes Wochenende ein Live-Spiel                                                                                              |
| AFC Champions League        | Asien             | September 2011                                   | ab dem Viertelfinale live |
| Premier League              | Schottland        | August 2012–Juni 2013                            | Rechte an bis zu 2 Live-Spielen pro Spieltag plus ein Highlightmagazin pro Woche: Länge 30 Min.                              |
| Primeira Liga               | Portugal          | - bis heute                                      | bis zu 3 Live-Spielen pro Spieltag, außer Heimspiele von Benfica Lissabon plus ein Highlightmagazin pro Woche: Länge 30 Min. |
| Eredivisie                  | Niederlande       | - bis heute                                      | bis zu 3 Live-Spielen pro Spieltag plus ein Highlightmagazin pro Woche: Länge 30 Min.                                        |
| Ekstraklasa                 | Polen             | Februar 2012–Juli 2014                           | Rechte an bis zu 3 Live-Spielen pro Spieltag                                                                                 |
| Copa do Brasil              | Brasilien         | 2013–2016                                        | |
| Capital One Cup             | England           | August 2013–2016                                 | |
| Jupiler Pro League          | Belgien           | Juli 2014–2016                                   | |
| Belgischer Fußball-Supercup | Belgien           | 20. Juli 2014                                    | live |
| Scottish Premiership        | Schottland        | Juli 2014–2016                                   | |
| Scottish Championship       | Schottland        | 2014–2016                                        | |
| Copa Sudamericana           | Südamerika        | 2015–2017                                        | |
| Indian Super League         | Indien            | 2016                                             | |
| Chinese Super League        | China             | 2017                                             | |
| Premjer-Liha                | Ukraine           | 2016–2022                                        | |
| Premjer-Liga                | Russland          | September 2010 bis Februar 2022                  | pro Spieltag ein bis zwei Live-Spiele                                                                                        |

Magazine
| Name der Sendung   | Zeitraum                         | Bemerkung                                              | Sendezeit         |
| ------------------ | -------------------------------- | ------------------------------------------------------ | ----------------- |
| AC Milan Club TV   | Saison 2010/11                   | Alles rund um den AC Milan                             | 3,5 bis 4 Stunden |
| FootBrazil         | September 2011 bis Dezember 2012 | das Magazin zum Campeonato Brasileiro                  | 30 Minuten        |
| Goal Show          | September 2011 bis Mai 2012      | Highlight-Magazin zu den internationalen Fußball-Ligen | 30 Minuten        |
| Serie A Highlights | September 2011 bis Mai 2013      | Spieltagszusammenfassung – immer montags               | 30 Minuten        |
| Rivals             | 2012                             | Berichte zu den Rivalitäten im italienischen Fußballs  | 30 Minuten        |
| Kick n’ Bär        | 2012                             | Fußball Comedy mit Thorsten Bär                        | 30 Minuten        |

### Handball
| Wettbewerb                          | Zeitraum                   | Bemerkung                                                                                  |
| ----------------------------------- | -------------------------- | ------------------------------------------------------------------------------------------ |
| Intersport Masters                  | 2007                       | Vorbereitungsturnier                                                                       |
| Bundesliga                          | Februar 2007 bis Juni 2009 | bis zu acht Spiele pro Woche, davon max. 6 Spiele live                                     |
| DHB-Pokal                           | 2007 bis 2009              | bis zu Zwei Spiele pro Runde, kein Final Four live                                         |
| Weltmeisterschaft                   | 2007 und 2009              | keine Deutschland-Spiele                                                                   |
| 2. Bundesliga + Aufstiegsrelegation | 2008                       | einzelne Spiele                                                                            |
| Länderspiele                        | 2009/2010                  | einzelne Spiele der deutschen Nationalmannschaft zur Vorbereitung auf die EM in Österreich |

Magazine
| Name der Sendung             | Folgenanzahl               | Zeitraum    | Bemerkung |
| ---------------------------- | -------------------------- | ----------- | --- |
| Die Woche – Handball kompakt | Februar 2007 bis Juni 2009 | wöchentlich | Zusammenfassung der Spiele aus der Woche sowie in der spielfreien Zeit Exclusiv-Interviews mit Managern und Trainern |
| HBL.TV – Unplugged           | April 2008                 | eine        | Hinter den Kulissen der SG Flensburg-Handewitt                                                                       |

### Hockey
| Wettbewerb                                           | Zeitraum              | Bemerkung                |
| ---------------------------------------------------- | --------------------- | ------------------------ |
| Weltmeisterschaft der Herren in Neu-Delhi (Indien)   | Februar/März 2010     | zwei Live-Spiele pro Tag |
| Champions Trophy der Damen in Nottingham (England)   | Juli 2010             | zwei Live-Spiele pro Tag |
| Weltmeisterschaft der Damen in Rosario (Argentinien) | August/September 2010 | zwei Live-Spiele pro Tag |

### Kickboxen
| Wettbewerb       | Zeitraum       | Bemerkung                                                                    |
| ---------------- | -------------- | ---------------------------------------------------------------------------- |
| Fight-Code-Serie | ab Januar 2011 | Hauptkampf von Turin/Nitra/Mailand/Budapest, usw. LIVE und tlw. zeitversetzt |

### Rugby
| Wettbewerb             | Zeitraum | Bemerkung                         |
| ---------------------- | -------- | --------------------------------- |
| Sechs-Nationen-Turnier | 2010     | bis zu drei Partien am Wochenende |

### Tennis
| Jahr      | Wettbewerb               | Austragungsorte                        | Bemerkung                               |
| --------- | ------------------------ | -------------------------------------- | --------------------------------------- |
| 2008–2010 | ATP-Turnier              | Båstad (Schweden)                      |                                         |
| 2009      | Davis Cup                | Spanien-Tschechien (Finale)            |                                         |
| 2009      | Fed-Cup                  | Italien-USA (Finale)                   |                                         |
| 2009      | ATP-Turnier              | Lyon (Frankreich)                      |                                         |
| 2009–2010 | ATP-Turnier              | Stockholm (Schweden)                   |                                         |
| 2010      | ATP-Turnier              | Bangkok (Thailand)                     |                                         |
| 2010      | ATP-Turnier              | Marseille (Frankreich)                 |                                         |
| 2010      | ATP-Turnier              | Montpellier (Frankreich)               |                                         |
| 2010      | ATP-Turnier              | Rosmalen (Niederlande)                 |                                         |
| 2010      | Davis Cup                | Serbien-Frankreich (Finale)            |                                         |
| 2010      | Fed-Cup                  | Deutschland-Tschechien (Viertelfinale) |                                         |
| 2010      | Fed-Cup                  | USA-Russland (Halbfinale)              |                                         |
| 2010      | Fed-Cup                  | USA-Italien (Finale)                   | Aufzeichnung                            |
| 2010      | Herren-Einladungsturnier | Kooyong (Australien)                   |                                         |
| 2011      | ATP-Turnier 250          | Zagreb (Kroatien)                      | ab dem 4. Turniertag LIVE mit spobox.tv |
| 2011      | ATP-Turnier 250          | Buenos Aires (Argentinien)             | ab dem Halbfinale LIVE mit spobox.tv    |
| 2011      | ATP-Turnier 250          | Delray Beach, FL (USA)                 | ab dem Halbfinale LIVE mit spobox.tv    |
| 2011      | ATP-Turnier 250          | Belgrad (Serbien)                      | ab dem Achtelfinale LIVE mit spobox.tv  |
| 2011      | ATP-Turnier 250          | Umag (Kroatien)                        | ab dem Achtelfinale LIVE mit spobox.tv  |

### Tischtennis
| Wettbewerb                  | Zeitraum        | Bemerkung    |
| --------------------------- | --------------- | ------------ |
| Europe TOP 12 in Düsseldorf | 8. Februar 2010 | Aufzeichnung |

### Triathlon
| Wettbewerb                    | Zeitraum | Bemerkung                        |
| ----------------------------- | -------- | -------------------------------- |
| ITU World Championship Series | 2010     | alle sieben Events komplett live |

### Volleyball
| Wettbewerb              | Zeitraum            | Bemerkung |
| ----------------------- | ------------------- | --- |
| Bundesliga Damen        | 2007/08 bis 2009/10 | Zuletzt zusammen mit dem Internetportal spobox.tv                                                                                                 |
| Bundesliga Herren       | 2007/08 bis 2009/10 | Zuletzt zusammen mit dem Internetportal spobox.tv                                                                                                 |
| DVV-Pokal Damen         | 2007/08 bis 2009/10 | einzelne Spiele |
| DVV-Pokal Herren        | 2007/08 bis 2009/10 | einzelne Spiele |
| Montreux Volley Masters | 2008                | Frauen-Nationenturnier mit Deutschland, Italien, Kuba, China, Serbien und Niederlande (zeitversetzt sowie 3 Spiele der deutschen Mannschaft live) |
| All Star Game           | 2008 bis 2009       | |

## Sportdigital HD

Ehemaliges Logo des HD-Ablegers

Am 21. August 2013 kündigte Sportdigital in einer Pressemitteilung zur Aufschaltung des Senders bei UPC Cablecom den Start des „HD-Sendebetrieb[s] […] bis Ende des Jahres [2013]“ an. Gegenüber Digitalfernsehen.de bestätigte Gisbert Wundram die Planungen, konnte aber zunächst keine andere Plattform als UPC Cablecom für den HD-Ableger nennen. Die Aufschaltung ist seitdem ausgeblieben. UPC Cablecom hat im Oktober 2014 über Twitter die Einspeisung im Senderpaket Comfort zum 4. November 2014 bekannt gegeben. Zuvor ist der Kanal bereits seit dem 28. Oktober 2014 bei Quickline auf Programmplatz 275 eingespeist worden. Seit dem 1. Dezember 2015 übernimmt über Satellit der HD-Ableger den Programmplatz des bisherigen SD-Senders. In Zukunft soll der HD-Ableger auf weiteren Plattformen, unter anderem auch in Deutschland, starten. Seit dem 1. Dezember 2015 ist Sportdigital in HD auch bei Sky Deutschland und Austriasat über Astra 19,2° Ost zu empfangen.
Bereits seit 2010 wurde wiederholt ein HD-Ableger des Senders angekündigt. Bislang nannte man den Mangel an HD-Kapazitäten bei den Plattformbetreibern als Grund für die Verschiebungen des Starts.

## Weitere Sender

### Sportdigital Fußball 2
Sportdigital Fußball 2 ist der zweite Kanal des eigentlichen Sportdigital-Senders, der am 1. Dezember 2023 startete.

### Sportdigital Edge
Sportdigital Edge ist am 4. November 2019 als Edge Sport gestartet. Am 22. April 2024 erfolgte die Umbenennung in den heutigen Namen.

### Sportdigital1+
Sportdigital1+ ist ein Pay-TV-Sender, der bis zum 31. Dezember 2024 der Sport1 Medien AG gehörte. Er war bis dahin der Schwestersender von Sport1 und ist seit 1. Januar 2025 der Schwestersender von Sportdigital und in Deutschland, Österreich und der Schweiz zu empfangen. Der Sender ist am 4. Oktober 2010 sowohl in einer SD- als auch in einer HD-Variante gestartet. Gezeigt werden unter anderem 85 zusätzliche Spiele der Handball-Bundesliga, mehr Fußballspiele live (Ligue 1, Jupiler Pro League, Sky Bet Championship, Copa Libertadores, Copa Sudamericana), die Basketball-Bundesliga live, Tennis der ATP-Tour (Erste Bank Open) und der WTA-Tour (WTA Cincinnati), Motorsport (u. a. FIM-Speedway, die Rennen des ADAC Masters Weekend ohne Werbeunterbrechungen, die Rennen des Porsche Supercup) und die Eishockey-Weltmeisterschaft. Die MLB und die NHL, für die Sport1 US über das Jahr 2018 hinaus Rechte erworben hatte, werden seit dem 24. Januar 2019 bei Sport1+ gezeigt. Das Sportangebot soll noch erweitert werden und alle Sport1-Rechte optimal ausnutzen (z. B. wenn Sport1 Sportübertragungen nicht komplett zeigen kann).

### eSports One
Der Pay-TV-Sender eSports One ging am 24. Januar 2019 als eSports1 um 20 Uhr als laut eigener Aussage der erste 24/7-E-Sport-Sender on Air. Der Pay-TV-Kanal wird aktuell über die Plattformen von Vodafone Deutschland, sky, HD+, Deutsche Telekom, Unitymedia, 1&1, Magenta Telekom, A1 Telekom, UPC Schweiz und Zattoo verbreitet. Zudem sind die Inhalte von eSports1 auch auf einer eigenen eSports-App verfügbar. Zum 1. Januar 2025 wurde er von Sportdigital übernommen und in eSports One umbenannt.

### Scooore
Scooore ist als FAST-Channel am 13. Dezember 2023 auf dem Streamingdienst Samsung TV Plus gestartet.

### Sportamerica HD
Am 11. Juni 2013 hat die Kommission für Zulassung und Aufsicht (ZAK) der Sportdigital.TV Sende- und Produktions GmbH eine Zulassung für einen bundesweiten Fernsehsenders namens Sportamerica HD erteilt. Vorangegangen war dem ein Antrag der Betreiberfirma bei der Kommission zur Ermittlung der Konzentration im Medienbereich (KEK) vom 21. Mai 2013. Die „medienkonzentrationsrechtlichen Prüfung[en]“ der KEK stehe noch aus. Gisbert Wundram, der Geschäftsführer von Sportdigital, gab gegenüber Digitalfernsehen.de bekannt, man plane „derzeit unter dem Arbeitsnamen Sportamerica HD einen eigenen Sender mit dem Schwerpunkt US-Sport“. Hintergrund ist die Einstellung der Sender ESPN America zum 30. Juni 2013 und ESPN America HD zum 31. Juli 2013. Wundram könne sich einen nahtlosen Übergang vorstellen und „den Sender ab dem 1. August 2013“ auf verschiedenen Plattformen einspeisen. Interesse bestehe, vakante Übertragungsrechte von ESPN America zu übernehmen, insbesondere für NFL, MLB und NHL. Auch Übertragungen von Basketball seien geplant. Zunächst sei der Start des Senders „in den SD-Paketen“ der Kabel- und IPTV-Anbieter geplant. Die ehemaligen Sportrechte von ESPN America wurden laut TVSportsMarkets für Deutschland, Österreich und Schweiz durch die Sport1 Medien erworben und sollen für Sport1 genutzt werden.

Am 1. August 2013 startete der Sender Sport1 US bei vielen Plattformen auf dem ehemaligen Sendeplatz von ESPN America. Die Planungen für einen Sender Sportamerica HD wurden daraufhin eingestellt. Es gebe keinen Platz für zwei US-Sportsender in Deutschland, so Giesbert Wundram von Sportdigital.

Logo von Sportdigital Fußball 2
Logo von Sportdigital Edge
Logo von Sportdigital 1+
Logo von eSports One
Logo von Scooore